# Begoña Vía-Dufresne
Begoña Via-Dufresne Pereña (ur. 13 lutego 1971 w Barcelonie) – hiszpańska żeglarka sportowa, złota medalistka olimpijska z Atlanty.
Zawody w 1996 były jej jedynymi igrzyskami olimpijskimi. Wywalczyła złoto klasie 470, jako sterniczka partnerowała jej Theresa Zabell. W 1995 i 1996 zdobywały tytuł mistrzyń globu, w 1995 były drugie. W 1997 zostały wybrane żeglarkami roku przez ISAF. 
Jej młodsza siostra Natalia także była żeglarką i medalistką olimpijską (w tym w tej samej klasie jachtu).